# Visconde de Trevões
Visconde de Trevões é um título nobiliárquico criado por D. Manuel II de Portugal, por Decreto de 29 de Abril de 1909, em favor de Emídio José Ló Ferreira.
Titulares
1. Emídio José Ló Ferreira, 1.º Visconde de Trevões.